# Dolné Lefantovce
Dolné Lefantovce is een Slowaakse gemeente in de regio Nitra, en maakt deel uit van het district Nitra.
Dolné Lefantovce telt 537 inwoners.